# William Woolls
William Woolls (Winchester, 30 de março de 1814 — Burwood, perto de Sydney, 14 de março de 1893) foi um botânico, clérigo e professor australiano.

## Vida
Woolls, o décimo nono filho do comerciante Edward Woolls, nasceu em Winchester, Inglaterra e foi educado na escola secundária, Bishop's Waltham, e aos 16 anos de idade tentou sem sucesso obter um cadete a serviço da Companhia Britânica das Índias Orientais. Um ano depois, ele emigrou para a Austrália, desembarcando em Sydney em 16 de abril de 1832, e logo foi nomeado mestre assistente na The King's School, Parramatta, tendo conhecido William Grant Broughton - então Igreja da Inglaterra Arquidiácono de Nova Gales do Sul — na saída. Cerca de quatro anos depois foi para Sydney e se manteve pelo jornalismo e dando aulas particulares. Ele foi então por um período de mestrado clássico no Sydney College, mas renunciou a isso para abrir uma escola particular em Parramatta, que dirigiu por muitos anos. Casou-se com Dinah Catherine Hall em 1838 e ela deu à luz um filho e uma filha antes de morrer no parto em 1844. Em 1845, casou-se com Ann Boag.
Publicou duas produções infantis em verso, The Voyage: A Moral Poem, em 1832, e Australia: A Moral and Descritive Poem, em 1833. Em 1838, publicou Miscellanies in Prose and Verse, principalmente ensaios em prosa. Ele também publicou em 1841 A Short Account of the Character and Labours of the Samuel Marsden. Sua amizade com o Rev. James Walker, diretor da The King's School entre 1843 e 1848, levou Woolls a se interessar pela botânica e, posteriormente, fez muito trabalho sobre a flora da Austrália. Um artigo sobre "Plantas Introduzidas" enviado à Linnean Society em Londres o levou a ser eleito membro da sociedade e outros trabalhos seus trouxeram o título de Ph.D. da Universidade de Göttingen, Alemanha. Em 1862 casou-se com sua terceira esposa, Sarah Elizabeth Lowe. Ele desistiu de sua escola em 1865 e em 1867 publicou A Contribution to the Flora of Australia, uma coleção de seus papéis botânicos.
Em 1873 Woolls recebeu ordens sagradas na Igreja da Inglaterra, tornou-se titular de Richmond e mais tarde reitor rural. Outra coleção de seus trabalhos, Lectures on the Vegetable Kingdom with special reference to the Flora of Australia, apareceu em 1879. De acordo com KJ Cable, "... Woolls era mais conhecido por sua promoção da botânica australiana e sua assistência a outros estudiosos, em vez de do que para o trabalho sistemático em grande escala".

Woolls se aposentou do ministério em 1883 e viveu em Sydney pelo resto de sua vida. Ele estava muito em contato com Ferdinand von Muellere o ajudou em seu trabalho botânico. O próximo volume de Woolls, Plants of New South Wales, foi publicado em 1885, e seu Plants Indigenous and Naturalized in the Neighborhood of Sydney, uma edição revisada e ampliada de um artigo preparado em 1880, saiu em 1891. Ele morreu de paraplegia no Subúrbio de Sydney de Burwood sobreviveu por sua terceira esposa.

## Publicações
- A contribution to the flora of Australia. 1867.
- Lectures on the Vegetable Kingdom, with Special Reference to the Flora of Australia. 1879.
- Plants indigenous in the neighbourhood of Sydney. 1880.
- The Plants of New South Wales. 1885.